# Bitwa koło wyspy Savo
Bitwa koło wyspy Savo – bitwa morska stoczona nocą z 8 na 9 sierpnia 1942 roku pomiędzy okrętami japońskimi a alianckimi (amerykańskimi i australijskimi), pierwsza z bitew morskich podczas kampanii na Wyspach Salomona w czasie II wojny światowej.
Dysponujący pięcioma krążownikami ciężkimi, dwoma lekkimi oraz niszczycielem wiceadmirał Gun’ichi Mikawa przeprowadził nocny atak na siły alianckie, osłaniające rozpoczętą 7 sierpnia operację desantową na Guadalcanalu. W efekcie zaskakującej akcji alianci stracili w nocnym boju cztery ciężkie krążowniki oraz 1023 marynarzy, przy znikomych szkodach po stronie japońskiej. Bitwa pod Savo, uważana za największą po Pearl Harbor klęskę amerykańskiej floty w historii, rozpoczęła serię krwawych starć na tym samym akwenie, który uzyskał przez to miano Cieśniny Żelaznego Dna.

## Amerykański desant na Guadalcanalu i japońska kontrakcja
Zwycięska dla Amerykanów bitwa pod Midway powstrzymała japońską ekspansję na środkowym Pacyfiku, kierując ją w stronę południowej części oceanu, w tym Wysp Salomona. Na początku czerwca 1942 roku Japończycy rozpoczęli budowę lotniska na wyspie Guadalcanal, które w ich planach miało zapewnić wsparcie lotnicze wojskom walczącym na Nowej Gwinei. Jednocześnie, od marca tegoż roku, amerykańscy sztabowcy przygotowywali operację desantową w tym rejonie, celem stworzenia sobie baz dla przyszłej kampanii w kierunku Morza Bismarcka. Po wykryciu przez rozpoznanie lotnicze prac budowlanych przy lotnisku na Guadalcanalu, to właśnie ta wyspa stała się głównym celem amerykańskiej inwazji.
Dowódcą wojsk lądowych, głównie piechoty morskiej, został generał Alexander A. Vandegrift. Osłonę ze strony floty zapewniał zespół operacyjny Task Force 61 (TF 61) wiceadmirała Franka J. Fletchera. W jego skład wchodziły trzy grupy operacyjne utworzone wokół lotniskowców. Operację desantową miał przeprowadzić Task Force 62 kontradmirała Richmonda K. Turnera. Miał on pod swoim dowództwem, oprócz zespołu desantowego, trzy grupy wsparcia ogniowego: Task Group 62.2, z australijskimi krążownikami ciężkimi „Australia” (okręt flagowy brytyjskiego kontradmirała Victora A.C. Crutchleya, oddelegowanego do Royal Australian Navy) i „Canberra” oraz amerykańskim „Chicago” i australijskim krążownikiem lekkim „Hobart”; Task Group 62.3, z amerykańskimi krążownikami „Vincennes”, „Astoria” i „Quincy”; Task Group 62.4 kontradmirała Normana Scotta z krążownikiem przeciwlotniczym „San Juan”.
O świcie 7 sierpnia oddziały amerykańskie, wspierane przez marynarkę wojenną, wylądowały na wyspach Guadalcanal, Florida oraz Tulagi w archipelagu Wysp Salomona, spychając oddziały japońskie w głąb wyspy. Na wieść o nieprzyjacielskim desancie, dowództwo japońskie rozpoczęło planowanie kontrakcji. Jeszcze tego samego i następnego dnia wyładowujące desant okręty amerykańskie były atakowane przez lotnictwo z bazy Rabaul, które zatopiło transportowiec „George F. Elliot” i uszkodziło niszczyciel „Jarvis”. Japończycy stracili 36 samolotów, Amerykanie 19, w tym 14 myśliwców pokładowych. Jednocześnie oficerowie sztabu japońskiej 8. Floty przygotowali plan operacji morskiej. Jego głównym autorem był komandor Shigenori Kami. Już po południu 7 sierpnia, po zaakceptowaniu planu przez kwaterę główną w Tokio, zespół okrętów japońskich, pod dowództwem samego dowódcy 8. Floty, wiceadmirała Gun'ichi Mikawy, wypłynął z bazy w Rabaulu. Składał się z pięciu krążowników ciężkich: flagowego „Chōkai”, uzbrojonego w 10 dział kalibru 203 mm oraz mniejszych „Furutaka”, „Kako”, „Aoba” i „Kinugasa”, z 6 działami kal. 203 mm każdy. W skład zespołu wchodziły też dwa krążowniki lekkie: „Yūbari” i „Tenryū” oraz jeden niszczyciel: „Yūnagi”. W sumie wiceadmirał Mikawa rozporządzał 34 działami 203-milimetrowymi, 10 działami 140-milimetrowymi, 27 działami 127-milimetrowymi i 120-milimetrowymi oraz ponad 60 wyrzutniami torpedowymi, z czego 48 stanowiły wyrzutnie największego kalibru 609 mm.

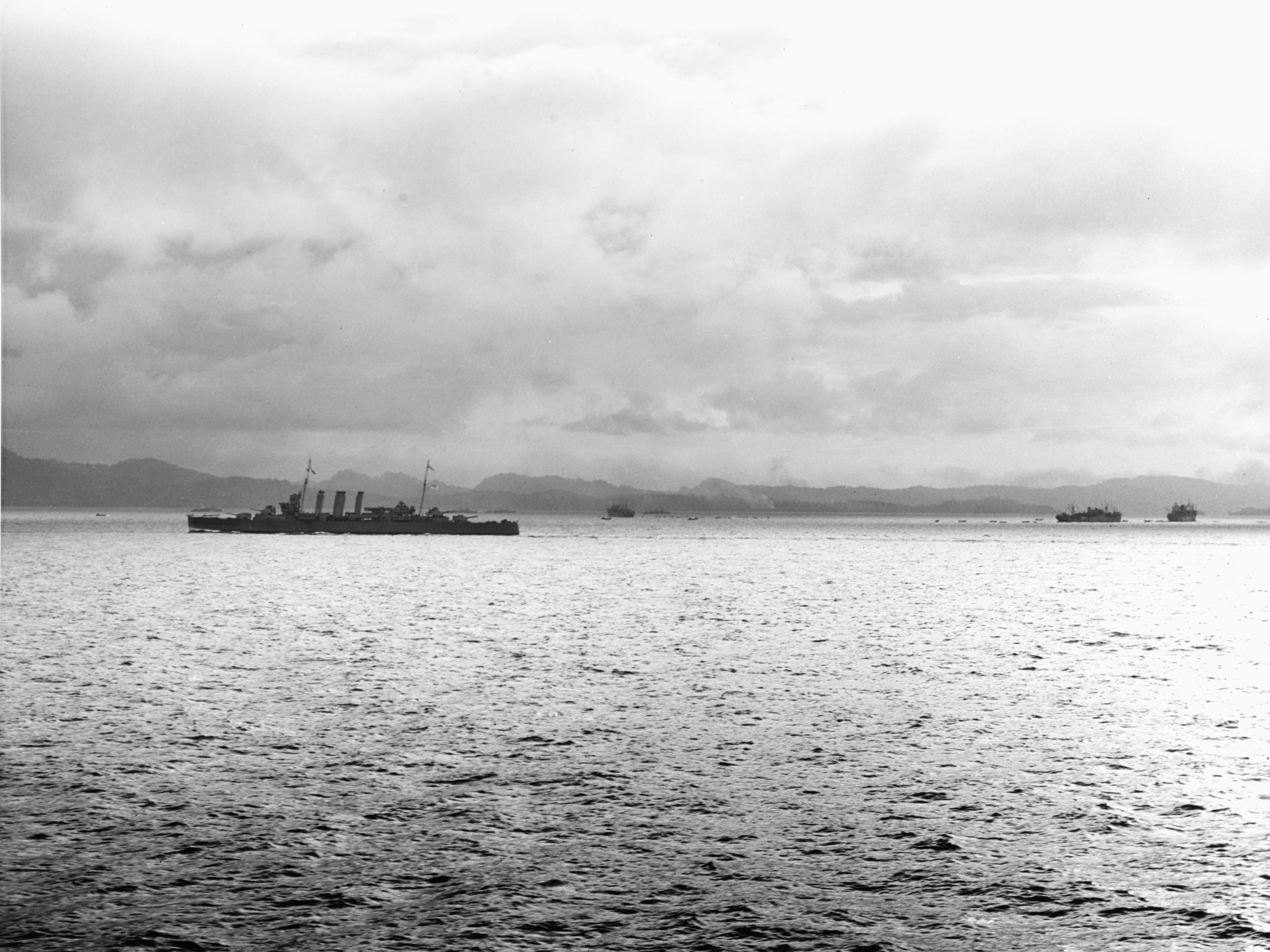
„Canberra” osłaniająca amerykański desant na Tulagi

Amerykanie w tym czasie w dalszym ciągu prowadzili wyładunek oddziałów i sprzętu ze statków transportowych, osłanianych bezpośrednio przez okręty TF 62. Wieczorem 7 sierpnia otrzymali pierwszy meldunek o zespole japońskim, wykrytym w cieśninie St. George przez pilotów amerykańskich bombowców oraz, rankiem następnego dnia, od załogi patrolującego okrętu podwodnego S-38. W ciągu dnia, 8 sierpnia Japończycy zostali zauważeni kolejno przez trzy australijskie samoloty rozpoznawcze. Jednak sztab kontradmirała Turnera doszedł do wniosku, na podstawie błędnego meldunku identyfikującego w zespole japońskim także transportowce wodnosamolotów, że przeciwnik przeprowadzi atak lotniczy następnego dnia rano. W obawie, aby nie został on skierowany przeciwko cennym lotniskowcom, wiceadmirał Fletcher wycofał TF 61 na południe, podając jako przyczynę konieczność uzupełnienia paliwa. Wieczorem pozostałe okręty zajęły pozycje przewidziane do nocnej obrony zespołu desantowego. Niszczyciele „Blue” i „Ralph Talbot” prowadziły dozór radarowy w północno-zachodnim wejściu do cieśniny pomiędzy Guadalcanalem a Florydą, mając punkt zwrotny na trawersie niewielkiej wysepki Savo. Krążowniki „Australia”, „Canberra” i „Chicago” w osłonie niszczycieli „Bagley” i „Patterson” patrolowały sektor na południe od Savo, poruszając się na linii z południowego wschodu na północny zachód i zmieniając co godzinę kurs na przeciwny. „Vincennes”, „Astoria” i „Quincy” z niszczycielami „Helm” i „Wilson” znajdowały się na północ od Savo, poruszając się po linii kwadratu, skręcając co pół godziny w prawo. „Hobart” i „San Juan” z niszczycielami „Monssen” i „Buchanan” znajdowały się po wschodniej stronie cieśniny, pozostałe niszczyciele stanowiły bezpośrednią osłonę transportowców kotwiczących u brzegów Guadalcanalu i Tulagi. Po godzinie 20.30 kontradmirał Crutchley został wezwany na naradę sztabową do kontradmirała Turnera. Popłynął tam na pokładzie swego flagowego krążownika „Australia”, przekazując dowodzenie zespołem południowym dowódcy „Chicago”, komandorowi Howardowi D. Bode. Zespołem północnym dowodził komandor Frederick Riefkohl z „Vincennes”. Narada sztabowa skończyła się około północy, po czym admirał Crutchley powrócił na „Australię”. Nie zdecydował się jednak na ryzyko zajęcia miejsca w szyku w ciemnościach i pozostał w pobliżu miejsca desantu na Guadalcanalu. Tym samym australijski krążownik nie wziął udziału w nadchodzącej bitwie.
Tymczasem zespół admirała Mikawy, przeczekawszy godziny południowe u brzegów wyspy Bougainville’a i wstępnym rozpoznaniu sił i pozycji przeciwnika przy pomocy wodnosamolotów rozpoznawczych, około 15.30 wyruszył w kierunku Guadalcanalu. Trzy godziny później okręty przyjęły szyk bojowy: jako pierwszy płynął flagowy „Chōkai”; za nim krążowniki ciężkie 6. dywizjonu dowodzonego przez kontradmirała Aritomo Goto: „Aoba”, „Kako”, „Furutaka” i „Kinugasa”; na końcu szyku detaszowane z 18. dywizjonu krążowniki lekkie „Tenryū” i „Yūbari” oraz niszczyciel „Yūnagi”. O 23.00 z trzech okrętów katapultowano wodnosamoloty rozpoznawcze, które miały za zadanie rozpoznać pozycje jednostek przeciwnika i oświetlić je przy pomocy zrzucanych na spadochronach flar. Samoloty te zostały zauważone bądź usłyszane przez obserwatorów i operatorów radarów na kilku alianckich okrętach, ale w większości przypadków wzięto je za własne maszyny i zignorowano. Noc z 8 na 9 sierpnia była bezksiężycowa, a widoczność przy dużym zachmurzeniu wahała się od 3 do 10 mil morskich, w szkwałach spadając do 400–500 metrów. Załogi alianckich krążowników, pozostające w stanie gotowości bojowej od początku operacji desantowej, były zmęczone i dowódcy większości z nich zdecydowali skierować część ludzi na odpoczynek.

## Bitwa

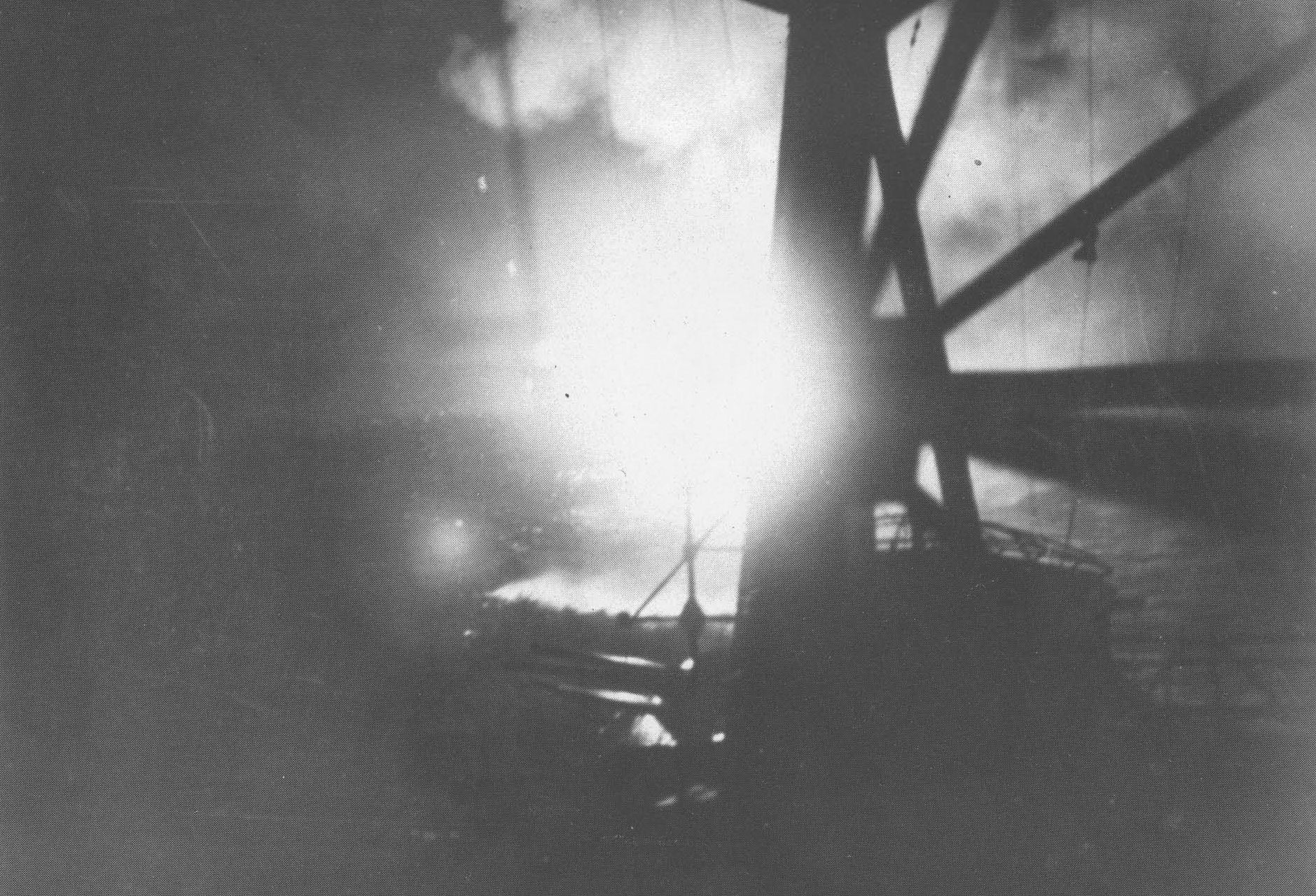
Flara zrzucona nad krążownikami grupy południowej. Zdjęcie wykonane z pokładu „Chōkai”

38 minut po północy admirał Mikawa, zbliżający się z dużą szybkością od zachodu, otrzymał meldunek od pilota wodnosamolotu rozpoznawczego, określający pozycję jednej z grup amerykańskich krążowników. Kilka minut później jego zespół wpłynął w szyku torowym w przesmyk pomiędzy Guadalcanalem a wysepką Savo, mając tę ostatnią po lewej burcie. Przepłynęli przy tym w pobliżu patrolującego niszczyciela „Blue”, zmniejszając prędkość do 20 węzłów, aby ograniczyć odkosy dziobowe i pozostać niezauważonymi. Wkrótce wyminęli, również niespostrzeżeni, drugi z dozorujących niszczycieli, „Ralph Talbot”. Radary alianckich okrętów na akwenie wokół Guadalcanalu, pełnym wysepek powodujących odbicia echa, okazały się bezużyteczne. Około 1.15 japońskie okręty przepłynęły w pobliżu uszkodzonego we wcześniejszych nalotach niszczyciela „Jarvis”. Z „Furutaki” odpalono w jego kierunku salwę czterech niecelnych torped. Także tutaj amerykańscy marynarze nie zauważyli przeciwnika. Około godziny 1.37 Japończycy natknęli się w odległości 4,5 km na południowy zespół patrolujących alianckich okrętów, w składzie dwóch ciężkich krążowników („Chicago” i „Canberra”) i dwóch niszczycieli („Bagley” i „Patterson”). Japończycy, wciąż niedostrzeżeni, wystrzelili torpedy, które okazały się jednak niecelne. Około 1.40 wodnosamoloty zrzuciły flary, oświetlając alianckie jednostki, po czym krążowniki 8. Floty otworzyły ogień. Artylerzyści każdego z nich otrzymali swobodę wyboru celów.
Japońskie okręty zostały dostrzeżone z płynącego po lewej burcie „Canberry” niszczyciela „Patterson”. Jego dowódca, komandor podporucznik Frank R. Walker, rozkazał nadać przez radiostację taktyczną sygnał ostrzegawczy o obcych okrętach wpływających na akwen, po czym zwiększył prędkość i otworzył ogień. Na australijskim krążowniku „Canberra” także zauważono przeciwnika i jego dowódca wydał rozkaz odpowiedzenia ogniem. W chwili gdy działa kierowały się w stronę nieprzyjacielskiego szyku, okręt otrzymał trafienia, które zniszczyły pomost bojowy, zabijając lub ciężko raniąc niemal całą jego obsadę (dowódca, komandor Getting, został wówczas ciężko ranny i zmarł po kilku dniach na pokładzie statku szpitalnego), rozbiły wyrzutnie torpedowe i zniszczyły obie kotłownie. Spowodowało to natychmiastowe wyłączenie zasilania wszystkich mechanizmów, w tym wież artyleryjskich. W ciągu trzech minut ostrzału „Canberra” została trafiona, według różnych źródeł, 24 do 27 razy pociskami dużego kalibru. Co do odpowiedzi australijskich artylerzystów, zdania wśród historyków są podzielone: część twierdzi, że wystrzelili kilka, a przynajmniej jeden pocisk, część, że „Canberra” została wyłączona z walki, nie oddając ani jednego strzału. Napływająca do kadłuba woda spowodowała pogłębiający się przechył na prawą burtę i powolne tonięcie okrętu, brak prądu uniemożliwiał skuteczną akcję ratunkową. W tym czasie niszczyciel „Yūnagi”, który miał za zadanie pozostawać koło Savo i osłaniać tyły japońskiego zespołu, przez około 5 minut ostrzeliwał uszkodzonego „Jarvisa”, trafiając go kilkakrotnie.
„Patterson” został ostrzelany przez lekkie krążowniki „Yūbari” i „Tenryū”. Pociski trafiły między innymi w osłonę jednego z rufowych dział, wywołując pożar w zasobniku amunicji. Zginęło trzech marynarzy, siedmiu dalszych uznano za zaginionych, 13 dalszych odniosło rany. Amerykańscy artylerzyści uzyskali z kolei trafienia na krążowniku „Kinugasa”, nieznacznie go uszkadzając, oraz na „Yūbari”, wzniecając niegroźne pożary. Z niszczyciela „Bagley” wystrzelono salwę czterech torped, które jednak przy dużej różnicy prędkości nie miały szans trafić japońskich okrętów (nie jest jednak wykluczone, że część tej salwy trafiła krążownik „Canberra”, przypieczętowując jego los). Japoński zespół podążał dalej, natykając się na płynący w pewnej odległości za „Canberrą” krążownik „Chicago”. W początkowej fazie starcia jego dowódca nie mógł zorientować się w sytuacji i zlokalizować przeciwnika. Wymanewrował kilka zauważonych torped, ale o 1.47 kolejna trafiła z lewej burty i urwała krążownikowi część dziobu, jeszcze jedna uderzyła w śródokręcie, lecz nie wybuchła. Uszkodzony okręt, ostrzelany dodatkowo przez japońskie krążowniki, starał się kontynuować bój, oddając kilka mało skutecznych strzałów do zauważonego w świetle reflektorów ostatnich w szyku okrętów, lecz japoński zespół już wówczas odpłynął na północ. Zaskoczony i nie do końca zorientowany w sytuacji dowódca „Chicago”, komandor Bode, popełnił następnie błąd, nie alarmując o ataku okrętów grupy północnej.
Trzy amerykańskie krążowniki typu New Orleans patrolowały północną część cieśniny pomiędzy wyspami Savo a Floridą. Na okrętach słyszano w oddali odgłosy wystrzałów i wybuchy podwodne, ale wzięto je za strzelanie artylerii przeciwlotniczej, bombardowanie celów lądowych bądź wybuchy bomb głębinowych. Tymczasem zbliżające się od południa japońskie krążowniki rozdzieliły się na dwie kolumny: z szyku wyszły „Furutaka” i podążające za nim lekkie krążowniki, tworząc w ten sposób dwie płynące równolegle kolumny. O 1.48 z „Chōkai” wystrzelono w kierunku amerykańskiego zespołu salwę torpedową, po czym okręt flagowy wykonał ostry zwrot w lewo. O 1.50 japońskie krążowniki oświetliły przeciwnika silnymi reflektorami. Amerykanie zostali całkowicie zaskoczeni. Jako pierwsi strzelać zaczęli artylerzyści „Kako”, w kierunku prowadzącego szyk amerykański „Vincennes”. Jego dowódca, komandor Riefkohl, wziął początkowo nadpływających Japończyków za własne okręty, ale po ich pierwszej, niecelnej salwie polecił otworzyć ogień. Trzecia salwa japońska nakryła amerykański krążownik, powodując spore zniszczenia i zapalając wodnosamoloty w hangarze na śródokręciu. W ten sposób „Vincennes” stał się doskonale widocznym celem. Jego działa nadal strzelały, korzystając z zasilania awaryjnego.

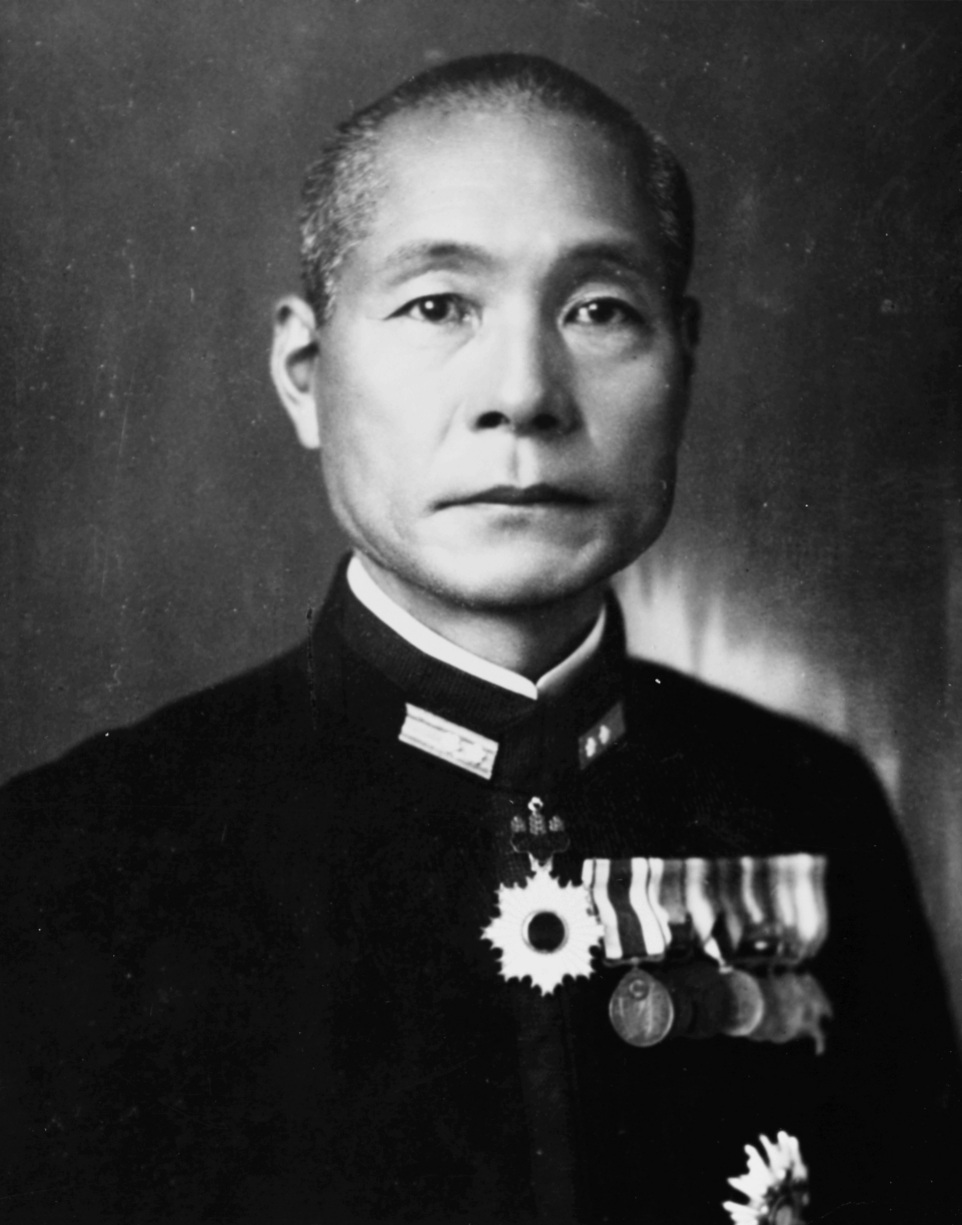
Admirał Gun’ichi Mikawa

„Chōkai” obrał za cel „Astorię”, zamykającą szyk amerykański. Pełniący służbę na pomoście oficer wachtowy natychmiast ogłosił alarm bojowy i nakazał otwarcie ognia. Po pierwszej salwie został on jednak wstrzymany przez dowódcę okrętu, komandora Greenmana, który podobnie jak jego odpowiednik na „Vincennes” był przekonany, że ostrzeliwuje własne jednostki. W tym czasie artyleria „Chōkai” oddała trzy kolejne salwy, które obramowały „Astorię”, a pociski piątej okazały się celne. Także i tutaj zapłonęły wodnosamoloty na śródokręciu oraz łodzie ratunkowe, oświetlając Japończykom cel. „Aoba”, a wkrótce także „Furutaka”, „Yūbari” i „Tenryū”, skierowały swoje reflektory na „Quincy”. Załoga amerykańskiego krążownika nie była przygotowana do natychmiastowego podjęcia walki, tymczasem japońscy artylerzyści zdołali się wstrzelać i „Quincy” otrzymywał kolejne trafienia, między innymi w rufową wieżę artyleryjską oraz stacjonujące na katapultach wodnosamoloty. Pożar benzyny lotniczej dodatkowo oświetlił okręt.
Amerykańskie krążowniki, pomimo ciężkich uszkodzeń, usiłowały prowadzić walkę, a przede wszystkim nie dopuścić przeciwnika do niemal bezbronnych transportowców. W tym celu „Vincennes” wykonał gwałtowny zwrot w lewo, powtórzony przez pozostałe okręty. Amerykańskim artylerzystom udało się osiągnąć kilka trafień na jednostkach przeciwnika, ale spowodowane przez nie szkody były znikome. Same zaś były systematycznie niszczone kolejnymi pociskami, torpedami oraz wywołanymi przez nie pożarami. O 2.00 niemal cała artyleria „Astorii” została wyłączona z boju. Około 2.04 na lewej burcie „Quincy” eksplodowały dwie torpedy z „Tenryū”, powodując między innymi zalanie kotłowni nr 4. Ogarnięty pożarami i szybko nabierający wodę krążownik był wciąż ostrzeliwany przez okręty przeciwnika. Pomimo tego artylerzystom udało się oddać jeszcze jedną (zaledwie trzecią w ciągu całego starcia) salwę w kierunku „Chōkai”. Trzy pociski trafiły, jeden z nich zniszczył kabinę operacyjną za pomostem bojowym, zabijając jej obsadę. Jedynie pięciu metrów zabrakło, by uderzył w pomost, na którym znajdował się admirał Mikawa. Ogółem pociski z „Quincy” zabiły lub raniły około 40 członków załogi japońskiego okrętu flagowego. Po kilku minutach kolejne pociski, z „Aoba”, trafiły w pomost dowodzenia amerykańskiego krążownika, zabijając większość jego obsady, w tym komandora Moore’a. „Quincy” zaczął zanurzać się dziobem, przechylając się na lewą burtę. O 2.35, po eksplozji wewnętrznej, przewrócił się do góry dnem i zatonął. Oświetlony ponownie japońskimi reflektorami „Vincennes” stał się celem skoncentrowanego ognia japońskich krążowników. Rozbity pociskami stał się niezdolnym do walki, płonącym wrakiem i zatonął około 2.50.

## Po bitwie
Około 2.15 Japończycy przerwali ogień i wkrótce admirał Mikawa dał rozkaz do wycofania się. Nie zrealizował w ten sposób głównego celu: zniszczenia amerykańskich transportowców. Na tej decyzji zaważyła obawa przed możliwym porannym atakiem lotnictwa pokładowego lotniskowców, których pozycji nie znał. Odpływając na zachód, japońskie krążowniki, do których ponownie dołączył „Yūnagi”, uszkodziły jeszcze na wysokości Savo patrolujący niszczyciel „Ralph Talbot”. W drodze powrotnej okręty rozdzieliły się: „Chōkai” z lekkimi krążownikami powróciły do Rabaulu, jednostki 6. dywizjonu skierowały się do Kaviengu. 10 sierpnia rano „Kako” został zaatakowany przez amerykański okręt podwodny S-44 salwą czterech torped. Trzy z nich trafiły i po około pięciu minutach japoński krążownik zatonął.

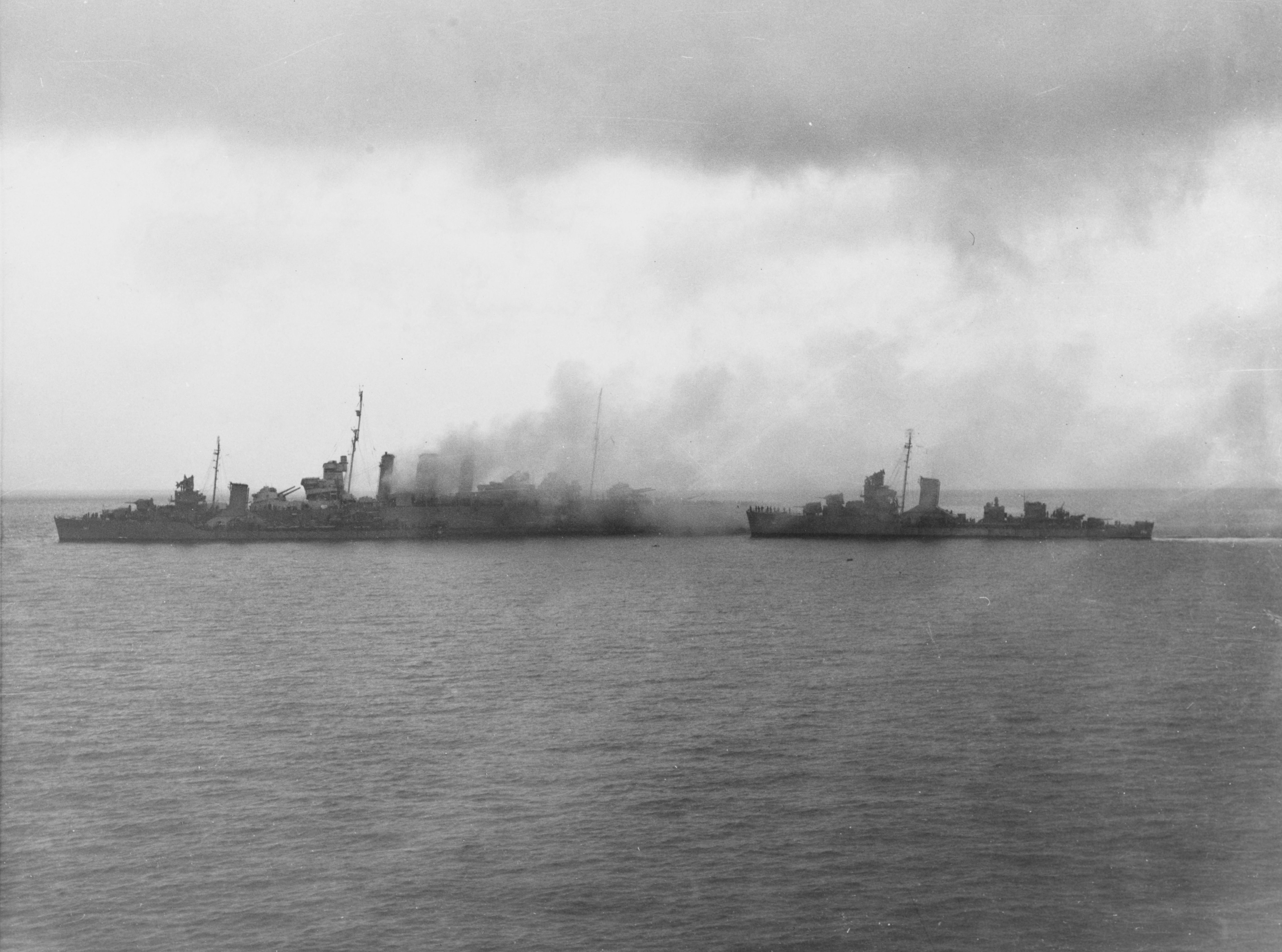
Amerykańskie niszczyciele przejmują załogę z płonącej „Canberry”

Tymczasem na wodach wokół Savo trwała akcja ratunkowa. Admirał Crutchley oddelegował na akwen niedawnej bitwy wszystkie dostępne niszczyciele. „Ellet” rozpoczął podejmowanie z wody rozbitków z „Quincy”, nad ranem dołączył do niego „Wilson”. Także nad ranem ocaleni z „Vincennes” zostali odnalezieni przez niszczyciele „Helm” i „Mugford”. Ekipy awaryjne na „Astorii” i „Canberze” podjęły próby opanowania pożarów. Tej ostatniej towarzyszył „Patterson”. Tuż po 4.00 stało się jednak jasne, że krążownika nie da się uratować. W tej sytuacji pełniący obowiązki dowódcy komandor Walsh nakazał załodze rozpoczęcie przygotowań do opuszczenia jednostki. Admirałowie Turner i Crutchley podjęli decyzję, że wszystkie jednostki, których akcja ratunkowa nie zostanie pomyślnie zakończona przed 7.30, mają zostać zatopione. Ludzie z „Canberry” przeszli na niszczyciele „Patterson” i „Blue”. Do zatopienia opuszczonego australijskiego krążownika wyznaczony został niszczyciel „Selfridge”, okręt flagowy dowódcy 4. eskadry, komandora Flynna. Rozpoczął on ostrzał wraku z dział kal. 127 mm, do którego na krótko przyłączył się „Ellet”. Odpalił także cztery torpedy, z których tylko jedna eksplodowała. Po wystrzeleniu 263 pocisków „Canberra” wciąż utrzymywała się na wodzie, dopiero następna torpeda z „Elleta” spowodowała jego zatonięcie około 8.00.
Akcja ratownicza na „Astorii” rokowała większe szanse powodzenia, ale kolejne próby odholowania krążownika na płytsze wody kończyły się fiaskiem. Dodatkowo rosnący napływ wody do wnętrza kadłuba spowodował jego powiększający się przechył na lewą burtę. Kierujący akcją ratowniczą komandor Greenman wydał rozkaz przygotowania się do opuszczenia okrętu. Zanurzający się rufą krążownik zatonął ostatecznie około 12.15. Uszkodzony niszczyciel „Jarvis” zakotwiczył nad ranem przy brzegu Guadalcanalu. Miał zostać odesłany do Efate, a następnie na remont do Sydney. Przed wschodem słońca odpłynął bez eskorty, a po południu 9 sierpnia został zatopiony przez japońskie bombowce z Rabaulu wraz z całą, liczącą 247 osób, załogą.

## Podsumowanie
W bitwie koło Savo zdecydowane zwycięstwo odnieśli Japończycy, dowodzeni przez admirała Mikawę. Alianci stracili cztery zatopione ciężkie krążowniki („Canberra”, „Vincennes”, „Astoria” i „Quincy”), jeden krążownik („Chicago”) i dwa niszczyciele („Patterson” i „Ralph Talbot”) zostały poważnie uszkodzone, inne okręty poniosły mniejsze szkody. W bitwie straciło życie 1023 marynarzy amerykańskich i australijskich, liczba rannych przekraczała 700 osób. Pośredni związek z bitwą miało uszkodzenie i późniejsza utrata niszczyciela „Jarvis” wraz z całą załogą, co podnosi liczbę zabitych do 1270. Po stronie japońskiej odnotowano jedynie dziesięć trafień, które nie spowodowały żadnych uszkodzeń zmniejszających zdolność bojową okrętów. Zginęło 38 japońskich marynarzy, około 70 dalszych zostało rannych. Dodatkowo w drodze powrotnej zatonął po ataku amerykańskiego okrętu podwodnego krążownik „Kako” z 70 marynarzami (zginęła także jedna przebywająca na pokładzie osoba cywilna). Sukces nie został jednak do końca wykorzystany przez admirała Mikawę, który nie zaatakował niemal bezbronnych transportowców amerykańskich u brzegów Guadalcanalu i Tulagi. Z jednej strony zdecydowała o tym obawa przed ewentualnymi porannymi atakami lotnictwa pokładowego przeciwnika, z drugiej silne przekonanie o decydującym znaczeniu walnej bitwy morskiej, funkcjonujące w japońskiej flocie od czasów bitwy cuszimskiej.
Amerykanie wkrótce po bitwie przeprowadzili serię śledztw, mających wyjaśnić przyczyny klęski. Już we wczesnych raportach wskazywano na nieskuteczność urządzeń radarowych ze względu na bliskość lądu oraz niedostateczną uwagę obserwatorów na patrolujących niszczycielach „Blue” i „Ralph Talbot”, brak wystarczającej komunikacji pomiędzy okrętami i koordynacji ich działań oraz zlekceważenie przeciwnika. Wskazywano również na doskonałe wyszkolenie Japończyków w walce nocnej oraz ich determinację. Szczegółowe, acz nieformalne śledztwo przeprowadził na zlecenie Ernesta J. Kinga admirał Arthur J. Hepburn. Po zapoznaniu się z dokumentami przesłuchał szereg świadków, tak Amerykanów, jak i Australijczyków. W ich efekcie przedstawił raport, w którym za główną przyczynę japońskiego zwycięstwa uznał osiągnięte przez nich zaskoczenie. Wskazywał również na przedwczesne odejście na południe zespołu lotniskowców oraz złe dowodzenie krążownikiem „Chicago”. Dowódca tego ostatniego, komandor Howard D. Bode, przeniesiony po bitwie na mało znaczące stanowisko na lądzie, popełnił samobójstwo 19 kwietnia 1943 roku (zmarł w szpitalu następnego dnia), jeszcze przed ukazaniem się raportu. Ponadto nie obciążono osobistą odpowiedzialnością nikogo, chociaż klęska pod Savo zaważyła na karierach admirałów Roberta L. Ghormleya (dowódcy sił południowego Pacyfiku) i Franka J. Fletchera, a także komandora Riefkohla, dowódcy „Vincennes”.